# Bagisara incidens
Bagisara incidens là một loài bướm đêm trong họ Noctuidae.